# Kotów (województwo podkarpackie)
Kotów – wieś w Polsce położona w województwie podkarpackim, w powiecie przemyskim, w gminie Bircza. Leży na Pogórzu Przemyskim, w dolinie bezimiennego potoku, wypływającego spod góry o nazwie Bosaczka (454 m.) i uchodzącego do Stupnicy w Starej Birczy.
W latach 1975–1998 miejscowość położona była w województwie przemyskim.

## Historia
Kotów powstał w XV wieku na terenie dóbr birczańskich Jerzego Matiaszowicza herbu Gozdawa. Niektóre popularne opracowania podają, że we wsi pozyskiwana była sól z występujących tu źródeł solnych, błędnie lokując istnienie we wsi żupy solnej kotowskiej. Nazwa ta odnosi się jednak do miejscowości Kotów w dawnym powiecie drohobyckim, później znanej pod nazwą Bania Kotowska, a obecnie stanowiącej część Borysławia.
W XIX wieku właścicielem był Stanisław Schmidt. W połowie XIX wieku właścicielem posiadłości tabularnej w Kotowie byli Jerzy i Wiktoria Porębalscy (także Porembalscy). Działała tu też wtedy huta szkła butelkowego.
W 1785 Kotów miał powierzchnię 6,76 km² i miał 158 mieszkańców (145 unitów i 13 rzymskich katolików), w 1921 – liczył 83 domy i 481 mieszkańców (360 wyznania gr-kat., 110 rz-kat., 10 mojż.) Większość ukraińskich mieszkańców została przesiedlona na Ukrainę w roku 1946 na mocy polsko-ukraińskiego porozumienia o wymianie ludności.
Na przełomie XIX i XX wieku właścicielami Kotowa oraz pobliskiej Rudawki była rodzina Porembalskich, a następnie Henryk Kapiszewski.
W II Rzeczypospolitej wieś położona powiecie dobromilskim województwa lwowskiego. 29 września 1945 nacjonaliści ukraińscy z OUN-UPA spalili wszystkie zabudowania po wysiedlonych Ukraińcach, mordując tu 3 Polaków. Po wojnie wieś została częściowo rozebrana.
We wsi znajduje się kilka domów prywatnych, budynki po zlikwidowanym PGR oraz resztki cerkwi. Drewniana cerkiew greckokatolicka pw. św. Anny zbudowana była w 1925 w miejscu wcześniejszej cerkwi pod tym samym wezwaniem. Cerkiew konstrukcji zrębowej zbudowana jest na planie krzyża z centralną kopułą na ośmiobocznym bębnie. Po wojnie użytkowana była przez PGR jako magazyn, obecnie w ruinie.

## Kotów w roku 1929
- Właściciele ziemscy: Schieber Stef. i Kertos S. (182 ha), Spelt Jakób i Garski Norbert (106 ha)
- Lasy – eksploatacja: Intrator P.
- Różne towary: Hadyniak D.
- Tytoniowe wyroby: Kasprzyk A.
- Wyszynk trunków: Gromot Ił.

Źródło: Księga adresowa Polski z 1929 roku